# Xakriabá
Gli Xakriabá sono un gruppo etnico del Brasile che ha una popolazione stimata in 9.196 individui (2010). Costituiscono il ramo Akwe dei popoli della famiglia linguistica Jê del Brasile centrale, insieme agli Xavante, agli Xerente, stanziati nel Minas Gerais, e agli Acroás (estinti).

## Lingua
Parlavano la lingua xakriabá, appartenente alla famiglia linguistica Jê. Questa lingua è considerata parte integrante della lingua akwen e ad oggi estinta. Gli Xakriabá oggi parlano il portoghese.

## Insediamenti
Vivono nello stato brasiliano di Minas Gerais nel territorio indigeno all'interno del comune di São João das Missões.